# Alonso de Rojas
Alonso de Rojas es una localidad urbana, perteneciente al municipio de Consolación del Sur, provincia de Pinar del Río, Cuba.
Se sitúa al sur del municipio, en el área de la llanura del sur de Pinar del Río.
Es una zona eminentemente agrícola, donde la agricultura constituye la principal actividad económica y fuente de empleos; se destacan el cultivo del arroz, tabaco, viandas y hortalizas. Se comunica con la cabecera municipal por una carretera, que cruza la autopista nacional a su paso por la zona.
- Datos: Q5670392